# Ђасико (Горица)
Ђасико је насеље у Италији у округу Горица, региону Фурланија-Јулијска крајина.
Према процени из 2011. у насељу је живело 75 становника. Насеље се налази на надморској висини од 61 м.